# Movimento Chipko

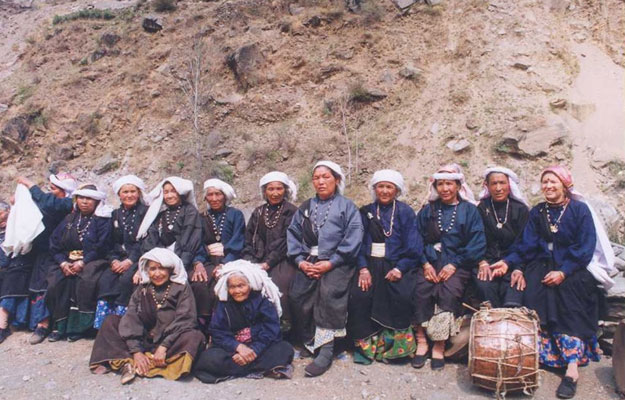
Membros do movimento original em comemoração de 2004.

O Movimento Chipko é um movimento ecológico que floresce na Índia desde os anos 1970.
Nasceu como resultado de inúmeras iniciativas independentes em comunidades que buscavam a proteção da florestas como meio de salvar seus meios tradicionais de subsistência através do uso sustentável. Seus primeiros líderes e principais ativistas foram em geral mulheres, mas alguns homens também se destacaram. Seu método de atuação se caracterizou pela resistência pacífica, inspirada no modelo de Mahatma Gandhi e atendendo ao seu apelo para que as mulheres, que permaneciam à sombra dos homens na cultura indiana, se juntassem à luta nacionalista, sensibilizando-as particularmente porque eram elas as principais responsáveis pelo trabalho agrícola e pela geração da renda do campo. O nome significa "abraço", já que as mulheres costumavam formar barreiras com seus corpos em torno de árvores para evitar seu corte.
A primeira atividade do Movimento organizado ocorreu em abril de 1973, em Uttar Pradesh, onde Gaura Devi mobilizou 27 mulheres para enfrentar os madeireiros. Nos anos seguintes ele se disseminou por vários locais, conquistando importantes vitórias, como o banimento do corte de árvores em várias províncias indianas. Permanecia também envolvido no atendimento de vítimas de desastres naturais.
O Movimento atraiu atenção mundial. Na análise do Programa das Nações Unidas para o Meio Ambiente, o Movimento Chipko "está produzindo uma revolução socioeconômica ao ganhar controle sobre seus recursos florestais, retirando-o das mãos de uma burocracia distante que está preocupada em vender as florestas para produzir bens de consumo voltados às cidades". Segundo a professora universitária Shobita Jain, "as mulheres que participavam do Movimento Chipko se tornaram mais conscientes de suas potencialidades e agora estão exigindo participação nas decisões de suas comunidades".